# Künstlerkolonie Heikendorf
Die Künstlerkolonie Heikendorf bestand aus einer Gruppe von Malern im Ort Heikendorf an der Kieler Förde. Das ehemalige Wohn- und Atelierhaus des Malers Heinrich Blunck (1891–1963), eines bedeutenden Mitglieds der Heikendorfer Künstlerkolonie, bildet heute den Kern des im Jahr 2000 eröffneten „Künstlermuseums Heikendorf – Kieler Förde“.

## Geschichte

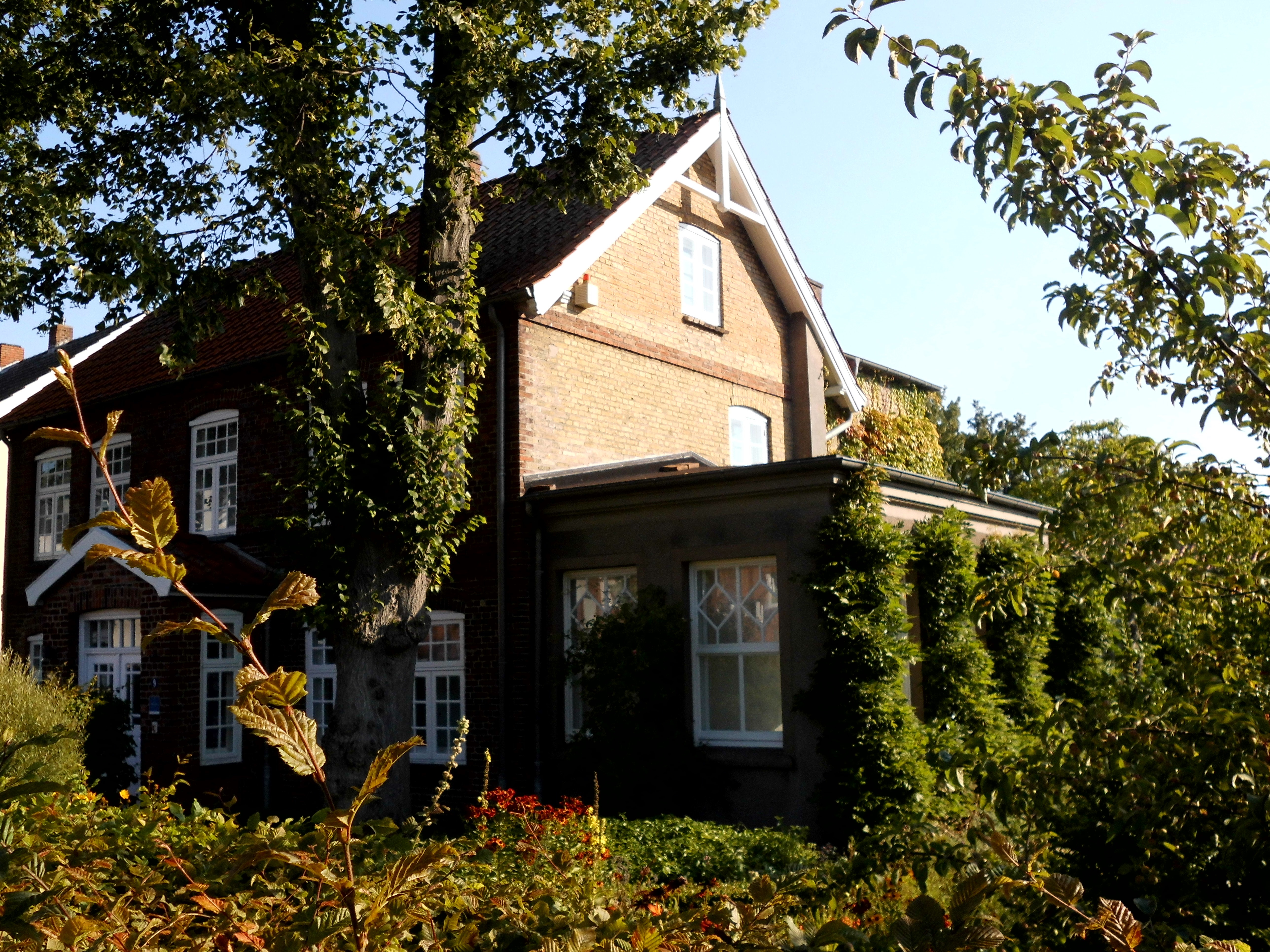
Atelierhaus Blunck

Im Jahr 1923 erwarb Blunck zusammen mit seiner Frau ein Haus mit weitläufigem Garten in Heikendorf. Nach und nach folgten weitere Künstler, zum Großteil aus Schleswig-Holstein, und errichteten sich Ateliers. Viele dieser Arbeitsstätten wurden im Zweiten Weltkrieg durch Bombenangriffe zerstört. Allein das Bluncksche Haus blieb erhalten und wurde zum Museum umgebaut. Es ist heute eingetragen in die Liste der Kulturdenkmale in Heikendorf.

## Künstler der Kolonie
Als Vertreter des Expressionismus war Werner Lange (1888–1955) Mitglied der Künstlerkolonie. Auch Georg Burmester (1864–1936), Rudolf Behrend (1895–1979) und Oscar Droege (1898–1983) hatten sich dort zu künstlerischen Zwecken niedergelassen.